# Малое Хоново
Малое Хоново — деревня в составе Заводскослободского сельсовета Могилёвского района Могилёвской области Республики Беларусь.

## Географическое положение
Ближайшие населённые пункты: Большое Хоново, Заводская Слобода, Полевой